# 银带虾脊兰
银带虾脊兰（学名：Calanthe argenteostriata），为兰科虾脊兰属下的一个植物种。